# Drosophila inexspectata
Drosophila inexspectata är en tvåvingeart som beskrevs av Léonidas Tsacas 1988. Drosophila inexspectata ingår i släktet Drosophila och familjen daggflugor.
Artens utbredningsområde är Kongo-Kinshasa.